# Đèo Bảo Lộc
Đèo Bảo Lộc là đèo núi dài khoảng 10 km trên Quốc lộ 20, thuộc địa bàn huyện Đạ Huoai và thành phố Bảo Lộc, tỉnh Lâm Đồng. Đèo còn có tên gọi là Đèo B'Lao (tên gọi cũ) theo tiếng của người K'ho hay là một tên gọi nghe có vẻ tâm linh hơn là Đèo Ba Cô theo câu chuyện tai nạn thảm khốc đã làm tử nạn ba cô gái vào năm 1975. Đây là đèo thứ trên Quốc lộ 20 theo hướng từ Thành phố Hồ Chí Minh đi Đà Lạt.

## Địa lý
Trên tuyến quốc lộ 20, theo lý trình của tuyến đường thì địa phận đèo Bảo Lộc được tính từ Km 98 (thuộc rừng Nam Huoai, thị trấn Đạ M'ri, Đạ Huoai, độ cao 435m) và kết thúc tại Km 108 (thuộc thôn 3, xã Đại Lào, thành phố Bảo Lộc, độ cao 980m), cách ngã ba B'Lao đi về khu kinh tế mới B'Laosire 3 km. Ở hai bên đầu đèo đều có bảng giới hạn tốc độ dành cho xe khách; tốc độ tối đa được lưu thông trên đèo là 40 km/h. Hiện nay ở trên đèo đã được tăng cường lắp thêm gương cầu lồi để đảm bảo an toàn cho người đi đường.
Đèo cách ranh giới Lâm Đồng - Đồng Nai 23 km, cách Thành phố Hồ Chí Minh 170 km về hướng Đông Bắc. 
Ngoài ra, từ chân đèo đi đến trung tâm thành phố Bảo Lộc khoảng 25 km, cách thành phố Đà Lạt 135 km về hướng Tây Nam, đều theo Quốc lộ 20.
Đèo được xây dựng và mở đường năm 1973, với chiều dài 10 km, tổng cộng có khoảng 108 khúc cua ngoàn ngoèo nguy hiểm trên toàn tuyến.
Đây là nơi chuyển tiếp giữa vùng trung du của Đông Nam Bộ với Cao nguyên Di Linh của vùng Tây Nguyên.

## Những lưu ý khi đi qua đèo
Kiểm tra xe thật kỹ trước khi đi lên đèo, bao gồm: thắng xe (đặc biệt là phanh đĩa), đèn, còi, vỏ xe, xăng,...
Chạy xe cẩn thận và hạn chế dùng phanh, nếu đổ dốc thì nên thắng bằng hộp số (đối với xe số) để ghì xe lại và hạn chế việc phanh quá nhiều (đặc biệt phanh đĩa) để tránh việc cháy thắng. Trên ngọn đèo này đã có nhiều vụ tai nạn thương tâm đều là do việc này mà ra.

## Tình trạng giao thông ở đèo

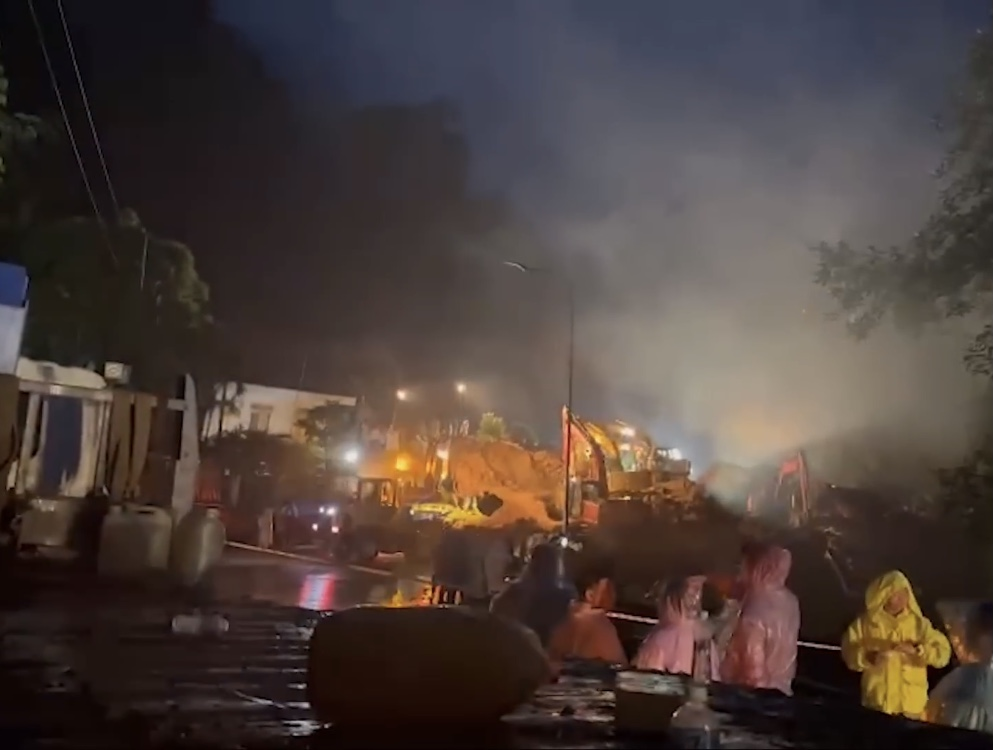
Sạt lở tại đèo vào năm 2023

Một bên là đồi núi và vách đá dựng đứng còn một nơi là vực thẳm, đường lại hẹp chỉ có 2 làn xe nên mọi năm ở đây đều xảy ra rất nhiều vụ tai nạn liên tiếp, đa số đều là rơi xuống vực thẳm, nguyên nhân chủ yếu là tài xế lái xe ẩu gây va chạm với nhau và gây ra tai nạn, ngoài ra còn có các vụ tai nạn khác là do xe lưu thông đụng chạm va quẹt nhau gây tai nạn, nguyên nhân là vì trên đèo Bảo Lộc có một khúc cua cong cực kỳ nguy hiểm, mà đa phần xe lưu thông trên đèo là xe khách 50 chỗ, xe tải và xe máy nên rất dễ va quẹt nhau. Số còn lại các vụ tai nạn gây ra thương tích chết người là do mất phanh hoặc là do một số phượt thủ vô ý thức chạy xe phóng nhanh vượt ẩu, coi thường tính mạng bản thân và người khác khi gặp xe phía trước không làm chủ được tốc độ nên tông vào xe phía trước và gây ra tai nạn. Còn có một trường hợp nữa là vì đường hẹp mà lưu lượng xe máy lưu thông trên đèo nhiều, mà xe tải hoặc xe khách lấn đường (do đường chỉ có 2 làn xe), bên cạnh xe máy còn cố luồn lách qua nên bị xe tải hoặc xe khách ép và kết quả là gây ra tai nạn.
Đa số hằng năm đèo luôn trong tình trạng quá tải gây ra kẹt xe cục bộ vì chỉ có 2 làn xe và lượng xe nhu cầu đi Đà Lạt rất cao, đa số du khách muốn đi Đà Lạt phải đi qua đèo này nên đèo luôn trong tình trạng ồn ứ kẹt xe, nhất là vào dịp Tết và các ngày nghỉ lễ.
Con đèo từ khi xây dựng cho đến nay đã trải qua nhiều lần tu sửa để người dân đi lại trên ngọn đèo này trở nên an toàn hơn.
Năm 2018, tỉnh Lâm Đồng đã đầu tư lắp đặt hệ thống chiếu sáng cho toàn tuyến đèo. Trong đó, đoạn qua huyện Đạ Huoai dài 6,9 km được lắp đặt 232 bộ đèn LED 127W-220V với tổng mức đầu tư 13,2 tỷ đồng, đoạn qua thành phố Bảo Lộc dài 3,2 km được lắp đặt 108 bộ đèn LED 127W-220V với tổng mức đầu tư 6,4 tỷ đồng.
Tháng 8 năm 2019, sau nhiều ngày mưa lớn ở các tỉnh Tây Nguyên, đèo Bảo Lộc đã xuất hiện hàng chục điểm sạt lở khiến cho giao thông hai phía đèo tê liệt nhiều giờ.
Tháng 7 năm 2023, một vụ sạt lở đoạn Km 103+300, Quốc lộ 20 đèo này đã vùi lấp và làm 3 cảnh sát giao thông và 1 dân thường tử vong.

## Khoảng cách một số đoạn đường đến chân đèo Bảo Lộc
Thành phố Hồ Chí Minh - chân đèo Bảo Lộc: 170 km (đo qua Google Maps) (thông qua Quốc lộ 1 và quốc lộ 20), đoạn qua Quốc lộ 1 dài 72 km, đi từ trung tâm thành phố đến ngã tư Dầu Giây rồi quẹo trái vào quốc lộ 20. Đoạn qua quốc lộ 20 dài 98 km, đi từ ngã tư Dầu Giây đến chân đèo Bảo Lộc.
Ngã tư Dầu Giây (Km 0) - chân đèo (Km 98): 98 km, (thông qua quốc lộ 20).
Chân đèo (Km 98) - trung tâm thành phố Bảo Lộc (Km 123): 25 km, (thông qua quốc lộ 20).
Chân đèo (Km 98) - thành phố Đà Lạt (Km 233): 135 km, (thông qua quốc lộ 20).
Ranh giới Đồng Nai - Lâm Đồng (Km 75) - chân đèo (Km 98): 23 km

## Thông tin thêm
- Đèo có 3 trạm dừng, một trạm là miếu Ba Cô, băng qua cầu Bảo Lộc, đây cũng là ranh giới giữa huyện Đạ Huoai và thành phố Bảo Lộc.
- Trạm thứ 2 nằm gần đỉnh đèo, là tượng Đức Mẹ Maria. Được xây dựng để các du khách có dịp lên Đà Lạt du lịch và người dân khu vực cầu nguyện vượt đèo được an toàn.
- Trạm thứ 3 cũng nằm gần đỉnh đèo, là tượng đài kỷ niệm chiến thắng Bảo Lộc B'lao, nơi đây du khách đang trên đường đi phượt có thể dừng lại nghỉ chân và xem lịch sử của con đèo B'lao huyền thoại và chiến thắng Bảo Lộc.